# Niedersachsenpokal 2015/16
Der Niedersachsenpokal 2015/16 war die 60. Austragung des niedersächsischen Verbandspokals der Männer im Amateurfußball. Das Finale fand am 28. Mai 2016 statt.
Beide Finalisten qualifizierten sich über ihre Finalteilnahme für die erste Hauptrunde im DFB-Pokal 2016/17, da Niedersachsen zu den drei Landesverbänden mit den meisten Herrenmannschaften im Spielbetrieb gehört und somit zwei Mannschaften in den Vereinspokal entsenden darf. Sollte sich einer oder beide Finalisten über einen anderen Wettbewerb für den DFB-Pokal qualifizieren, findet ein Entscheidungsspiel zwischen den unterlegenen Halbfinalisten statt.

## Spielmodus
Es wird zunächst versucht, in 90 Minuten einen Gewinner auszuspielen. Sollte es danach unentschieden stehen, kommt es im Gegensatz zu anderen Pokalwettbewerben direkt zum Elfmeterschießen ohne dreißigminütige Verlängerung. Im Elfmeterschießen wird dann ein Sieger nach dem bekannten Muster ermittelt.

## Teilnehmende Mannschaften
Für den Niedersachsenpokal 2015/16 qualifizierten sich alle niedersächsischen Mannschaften der 3. Liga 2015/16 sowie der Regionalliga Nord 2015/16, alle Mannschaften der Oberliga Niedersachsen 2015/16 und die Bezirkspokalsieger der Saison 2014/15. Ausnahme sind zweite Mannschaften höherklassiger Vereine. Folgende Mannschaften nehmen in diesem Jahr am Niedersachsenpokal teil (In Klammern ist die Ligaebene angegeben, in der der Verein spielt):
| - SV Ahlerstedt/Ottendorf (VI) - FT Braunschweig (V) - VfL Bückeburg (V) - BV Cloppenburg (IV) - SV Drochtersen/Assel (IV) - 1. FC Germania Egestorf/Langreder (V) - TSV Godshorn (VII) - Goslarer SC 08 (IV) - SVG Göttingen 07 (V) - SV Arminia Hannover (V) | - Haselünner SV (VIII) - TSV Havelse (IV) - Heeslinger SC (V) - VfV 06 Hildesheim (IV) - SSV Jeddeloh (V) - TuS Lingen (V) - Lüneburger SK Hansa (IV) - SV Meppen (IV) - Eintracht Northeim (V) - VfB Oldenburg (IV) | - VfL Oldenburg (V) - BSV Ölper 2000 (VI) - VfL Osnabrück (III) - BSV Rehden (IV) - SC Spelle-Venhaus (V) - Teutonia Uelzen (V) - TB Uphusen (V) - Lupo Martini Wolfsburg (V) - 1. FC Wunstorf (V) |

| Ligaebene in Klammern: III = 3. Liga • IV = Regionalliga • V = Oberliga • VI = Landesliga • VII = Bezirksliga • VIII = Kreisliga |

## Termine
Die Spiele des diesjährigen Niedersachsenpokals werden an folgenden Terminen ausgetragen:
1. Runde: 22./25./26. Juli 2015

Achtelfinale: 29. Juli und 1./5./12. August 2015

Viertelfinale: 26. August, 9./30. September und 21. Oktober 2015

Halbfinale: 26. März und 13. April 2016

Finale: 28. Mai 2016

## 1. Runde
In der ersten Runde standen sich jeweils zwei Mannschaften gegenüber und spielten die Achtelfinalisten aus. Drei Mannschaften erhielten vom NFV Freilose. Dazu gehörten der BSV Ölper 2000, SV Meppen und der VfL Osnabrück (In Klammern ist die Ligaebene angegeben, in der der Verein spielt).
| Datum                 |                              | Ergebnis              |                                       |
| --------------------- | ---------------------------- | --------------------- | ------------------------------------- |
| 22.07.2015, 19:00 Uhr | BV Cloppenburg (IV)          | 1:2 (1:0)             | BSV Rehden (IV)                       |
| 22.07.2015, 19:00 Uhr | TuS Lingen (V)               | 1:5 (1:3)             | VfB Oldenburg (IV)                    |
| 22.07.2015, 19:00 Uhr | SV Arminia Hannover (V)      | 1:1 (0:0) (3:4 i. E.) | TSV Havelse (IV)                      |
| 22.07.2015, 19:00 Uhr | TB Uphusen (V)               | 0:4 (0:2)             | SV Drochtersen/Assel (IV)             |
| 22.07.2015, 19:00 Uhr | Heeslinger SC (V)            | 2:2 (1:0) (5:4 i. E.) | Lüneburger SK Hansa (IV)              |
| 22.07.2015, 19:15 Uhr | 1. FC Wunstorf (V)           | 0:0 (3:2 i. E.)       | Goslarer SC (IV)                      |
| 22.07.2015, 19:30 Uhr | TSV Godshorn (VII)           | 0:6 (0:5)             | VfV 06 Hildesheim (IV)                |
| 22.07.2015, 20:00 Uhr | SV Ahlerstedt/Ottendorf (VI) | 0:2 (0:1)             | Teutonia Uelzen (V)                   |
| 25.07.2015, 15:00 Uhr | Lupo Martini Wolfsburg (V)   | 1:1 (0:0) (4:2 i. E.) | FT Braunschweig (V)                   |
| 25.07.2015, 16:00 Uhr | VfL Bückeburg (V)            | 0:2 (0:0)             | 1. FC Germania Egestorf/Langreder (V) |
| 25.07.2015, 16:00 Uhr | SC Spelle-Venhaus (V)        | 2:1 (0:0)             | SSV Jeddeloh (V)                      |
| 26.07.2015, 15:00 Uhr | Haselünner SV (VIII)         | 0:11 (0:4)            | VfL Oldenburg (V)                     |
| 26.07.2015, 17:00 Uhr | SVG Göttingen 07 (V)         | 3:0 (3:0)             | Eintracht Northeim (V)                |

## Achtelfinale
Die Sieger der 1. Runde und die drei Mannschaften mit Freilos spielten in dieser Runde die acht Viertelfinalisten aus.
| Datum                 |                                       | Ergebnis  |                            |
| --------------------- | ------------------------------------- | --------- | -------------------------- |
| 29.07.2015, 19:00 Uhr | SVG Göttingen 07 (V)                  | 0:2 (0:2) | VfV 06 Hildesheim (IV)     |
| 29.07.2015, 19:30 Uhr | SV Meppen (IV)                        | 3:2 (1:1) | BSV Rehden (IV)            |
| 01.08.2015, 18:00 Uhr | Teutonia Uelzen (V)                   | 2:1 (0:0) | Heeslinger SC (V)          |
| 05.08.2015, 19:00 Uhr | SC Spelle-Venhaus (V)                 | 0:4 (0:1) | VfL Osnabrück (III)        |
| 05.08.2015, 19:00 Uhr | 1. FC Germania Egestorf/Langreder (V) | 3:1 (1:0) | TSV Havelse (IV)           |
| 05.08.2015, 20:00 Uhr | 1. FC Wunstorf (V)                    | 1:5 (0:0) | SV Drochtersen/Assel (IV)  |
| 12.08.2015, 19:00 Uhr | VfL Oldenburg (V)                     | 0:3 (0:2) | VfB Oldenburg (IV)         |
| 12.08.2015, 19:00 Uhr | BSV Ölper 2000 (VI)                   | 3:7 (2:2) | Lupo Martini Wolfsburg (V) |

## Viertelfinale
Die Sieger des Achtelfinales ermittelten in vier Spielen die Halbfinalisten.
| Datum                 |                                       | Ergebnis  |                           |
| --------------------- | ------------------------------------- | --------- | ------------------------- |
| 26.08.2015, 18:15 Uhr | Teutonia Uelzen (V)                   | 0:8 (0:4) | SV Drochtersen/Assel (IV) |
| 09.09.2015, 18:00 Uhr | Lupo Martini Wolfsburg (V)            | 1:2 (0:1) | VfB Oldenburg (IV)        |
| 30.09.2015, 19:00 Uhr | 1. FC Germania Egestorf/Langreder (V) | 4:1 (2:0) | SV Meppen (IV)            |
| 21.10.2015, 16:00 Uhr | VfV 06 Hildesheim (IV)                | 0:4 (0:1) | VfL Osnabrück (III)       |

## Halbfinale
In diesen zwei Partien wurden die beiden Finalisten des Niedersachsenpokals und damit auch die beiden Teilnehmer des DFB-Pokal 2016/17 ermittelt (In Klammern ist die Ligaebene angegeben, in der der Verein spielt).
| Datum                 |                                       | Ergebnis              |                           |
| --------------------- | ------------------------------------- | --------------------- | ------------------------- |
| 26.03.2016, 15:00 Uhr | VfB Oldenburg (IV)                    | 1:2 (0:1)             | SV Drochtersen/Assel (IV) |
| 13.04.2016, 19:00 Uhr | 1. FC Germania Egestorf/Langreder (V) | 1:1 (1:1) (5:3 i. E.) | VfL Osnabrück (III)       |

## Finale
Das Finale fand am 28. Mai 2016 im Stadion "An der Ammerke" in Barsinghausen statt.
| Paarung                           | 1. FC Germania Egestorf/Langreder – SV Drochtersen/Assel                                                                                            |
| Ergebnis                          | 0:2 (0:1) |
| Datum                             | 28. Mai 2016 um 14:30 Uhr |
| Stadion                           | An der Ammerke, Barsinghausen |
| Schiedsrichter                    | Frank Willenborg (Osnabrück) |
| Tore                              | 0:1 Sören Behrmann (30.) 0:2 Alexander Neumann (64.)                                                                                                |
| 1. FC Germania Egestorf/Langreder | Straten-Wolf – Gaida (46. Hessel), Dismer , Schikora, Waldschmidt – Baar, Stieler (79. Bassler), Siegert – Engelking (66. Weydandt), Derr, Beismann |
| SV Drochtersen/Assel              | Siefkes – Mau, Johrden (81. Serra), Behrmann , Klee – Volk, Ioannou (72. Gooßen), Nagel, Sung – Neumann, Kühn (62. Zöpfgen)                         |
| Gelbe Karten                      | Hendrik Weydandt (87.), Markus-Thor Straten-Wolf (88.) – Danny-Torben Kühn (23.)                                                                    |